# Мід-Ранч (Аризона)
Мід-Ранч (англ. Mead Ranch) — переписна місцевість (CDP) в США, в окрузі Гіла штату Аризона. Населення — 42 особи (2020).

## Географія
Мід-Ранч розташований за координатами 34°20′52″ пн. ш. 111°8′44″ зх. д. / 34.34778° пн. ш. 111.14556° зх. д. (34.347825, -111.145660).  За даними Бюро перепису населення США в 2010 році переписна місцевість мала площу 1,55 км², з яких 1,55 км² — суходіл та 0,00 км² — водойми.

## Демографія
Згідно з переписом 2010 року, у переписній місцевості мешкало 38 осіб у 19 домогосподарствах у складі 9 родин. Густота населення становила 25 осіб/км².  Було 108 помешкань (70/км²).
Расовий склад населення:
| - 97,4 % — білих - 2,6 % — осіб інших рас |

До двох чи більше рас належало 0,0 %. Частка іспаномовних становила 13,2 % від усіх жителів.
За віковим діапазоном населення розподілялося таким чином: 21,1 % — особи молодші 18 років, 55,2 % — особи у віці 18—64 років, 23,7 % — особи у віці 65 років та старші. Медіана віку мешканця становила 56,5 року. На 100 осіб жіночої статі у переписній місцевості припадало 123,5 чоловіків;  на 100 жінок у віці від 18 років та старших — 150,0 чоловіків також старших 18 років.
Цивільне працевлаштоване населення становило 3 особи. Основні галузі зайнятості: сільське господарство, лісництво, риболовля — 100,0 %.